# ریچارد فولتس

ریچارد فولتس (به انگلیسی: Richard Foltz) (زادهٔ ۱۹۶۱) ایران‌شناس کانادایی است. او در شهر کلمبوس واقع در ایالت اهایو، در ایالات متحده آمریکا متولد شده‌است. فولتس دارای دکتریِ «تاریخ و مطالعات خاورمیانه» از دانشگاه هاروارد است. او استاد گروه علوم دین دانشگاه کنکوردیای مونترآل نیز هست.
فولتس تاریخ‌شناس مذاهب است و مقاله‌های بسیاری در همین زمینه به رشتهٔ تحریر درآورده‌است.
فولتس بر نقش مهم ایرانیان در تاریخ جهان، به‌ویژه در حوزهٔ ادیان، تأکید دارد. او همچنین در اخلاق زیست‌محیطی و حقوق حیوانات در اسلام و دین زرتشتی نوشته‌است.

## کتاب‌ها به زبان فارسی
- تاریخ تاجیکان: ایرانیان شرقی، مترجم: ع. لعلزاد، کابل، ۱۳۹۹
- دین‌های ایران باستان، مترجم: امیر زمانی، تهران: انتشارات دیبایه، ۱۳۹۶
- ایران در تاریخ جهان، مترجم: ع. پاشایی، تهران: انتشارات دیبایه، ۱۳۹۵
- فرهنگ ایران و تمدن جهان، مترجم: مترجم : زهرا شجاعی، ۱۳۹۹
- اسلام و محیط زیست، ترجمه: محمدخواجه حسینی و سیدشهاب‌الدین معین‌الدینی، مشهد: انتشارات جهاد دانشگاهی مشهد، ۱۳۹۴.
- گذار معنویت از ایران‌زمین، مترجمان: یوسف امیری … [و دیگران]، قم: انتشارات دانشگاه ادیان و مذاهب ،۱۳۹۰
- دین‌های جادهٔ ابریشم، مترجم: ع. پاشایی، تهران: انتشارات فراروان، ۱۳۸۵

## مقاله‌ها به زبان فارسی
- "رفتار زرتشتیان نسبت به حیوانات" ، ترجمه، شهربانو موصی خانی، درفش ۱۳ (۱۴۰۰)، ص. ۵-۱۶.
- "آسی ها و ایرانیان: عموزادگانی دور از هم با میراث مشترک باستانی", ترجمهٔ محمدتقی فرامرزی, نشریه گزارش میراث، سال چهارم شماره ۸۸ (پاییز و زمستان ۱۳۹۸), ص. ۳۰ -۴۰.
- "آئین زرتشت و کردها", دادستان دینی: جشن نامهٔ استاد دکتر محمود جعفری دهقی, به کوشش امین شایسته دوست، تهران: مرکز دائرةالمعارف بزرگ اسلامی، ۱۴۰۰، ص. ۱۸۹-۲۰۰.
- "دینِ پیشااسلامیِ کردها: مشکلات و پرسش‌ها", ترجمهٔ امیر زمانی، جشن‌نامهٔ استاد جلال خالقی‌مطلق, به اهتمام فرهاد اصلانی- معصومه پورتقی، تهران: زمستان، نشر مروارید، ۱۳۹۶، ص. ۳۹۵–۴۰۳
- "جهانی شدن و محیط‌زیست‌گرایی اسلامی" اطلاعات حکمت و فلسفه ۱۳۶ (۱۳۹۶)
- "ریچارد فرای و تاریخ تاجیکان" بخارا ۱۱۷ (۱۳۹۶), ص. ۳۸۹–۴۰۶
- "آئین زرتشت و کردها", هفته ۳۳۳ (۰۶ اسفند ۱۳۹۳) و ۳۳۴ (۱۳ اسفند ۱۳۹۳)
- "جامعه زرتشتیان ایران چه آینده‌ای دارد؟", رادیو فردا، ۱۳۸۹/۱۲/۱۲
- "آیین بودا در ایران"، هفت آسمان، زمستان ۱۳۸۶ - شماره ۳۶
- "تاجیکان ازبکستان" ایرانشناسی، ۳۱ شهریور، ۱۳۸۳